# بحران وجودی
بحران وجودی یا بحران اگزیستانسیال لحظه‌ای اتفاق می‌افتد که فرد اساس زندگی خود را مورد پرسش قرار می‌دهد: این‌که آیا زندگی دارای معنا، هدف و ارزش خاصی است؟ چنین لحظه‌ای معمولاً با افسردگی یا عدم وجودِ هدف در زندگی شخص مرتبط است، برای مثال «روزی فراموش خواهم شد…؛ پس هدف از این همه کار چیست؟». مسئلهٔ هدف و معنای هستی، تمرکز اصلیِ رشتهٔ هستی‌شناسی است.
همه بحران‌های وجودی، به اختلال افسردگی منجر نمی‌شوند بحران می‌تواند با یک بیماری مرتبط و همایند نباشد اما می‌تواند زمینه‌ساز بسیاری از اختلال‌ها و بیماری‌های روانی باشد.

## تعریف
بحران وجودی می‌تواند نتیجه، از روی خطای تشخیص یا همایند با موارد زیر باشد:
- اختلال افسردگی اساسی
- محرومیت اساسی از خواب
- تنهایی طولانی مدت
- احساس نارضایتی از زندگی
- ضربه روانی اساسی
- احساس تنها بودن در جهان
- جلب توجه به مرگ برای نمونه به خاطر ابتلا به بیماری مهلک
- باور به این‌که زندگی هیچ هدف یا معنی بیرونی ندارد.
- جستجو به دنبال معنای زندگی
- در هم شکستن درک شخص از واقعیت یا نحوهٔ کار جهان
- تجربه‌ای به شدت تلخ یا لذت‌بخش
- درک این‌که جهان بسیار بزرگ‌تر، پیچیده‌تر و فرای درک انسان است.

## کنترل
پیتر وسل زاپف  فیلسوف نروژی و از طرفداران تولدستیزی و هیچ‌انگاری در کتابش «آخرین مسیح» از چهار روشی صحبت می‌کند که به نظر او تمام موجودات خودآگاه از آن‌ها استفاده می‌کنند تا بتوانند با ترس خود از لاقیدی و پوچی هستی کنار بیایند. این چهار روش عبارتند از: لنگر انداختن، جداسازی، حواس‌پرتی و والایش.
- لنگر انداختن ثابت نگاه داشتن نقاط درونی یا ساختن دیوارهایی پیرامون خودآگاهی است. مکانیزم لنگر انداختن برای افراد، ارزش یا ایده‌آلی را فراهم می‌کند که توسط آن می‌توانند تمرکز خود را ثابت نگاه دارند. آقای زپف همچنین مفهوم لنگر انداختن را به جامعه گسترش داد و گفت «خدا، کلیسا، دولت، اخلاقیات، سرنوشت، قوانین زندگی، مردم، آینده» همه نمونه‌هایی از لنگرگاه‌های اجتماعی‌اند.
- جداسازی، کناره‌گیری بی‌پروایانه‌ای از خودآگاهی فرد نسبت به تفکرات و احساسات ویرانگر خود است. برای مثال «شخص نباید فکر کند. فکر کردن سردرگم‌کننده است.»
- حواس‌پرتی زمانی اتفاق می‌افتد که شخص توجه خود را توسط القای احساسات و تجربیات، مقید به محدودهٔ خاصی می‌کند. حواس‌پرتی تمام انرژی شخص را روی فعالیت یا ایده‌ای متمرکز می‌کند و مانع از این می‌شود که ذهن، علیه خودش فعالیت کند.
- والایش متمرکز کردن دوبارهٔ انرژی از روی خروجی‌های منفی به سمت مثبت است. شخص از مکانی دورتر و از دیدی زیبایی‌شناسانه به هستی خود نگاه می‌کند (برای مثال نویسندگان، شاعران، نقاشان). خود زپف به این نکته اشاره می‌کند که کتابش در نتیجهٔ همین والایش نوشته شده‌است.

آزمایشی کوتاه‌مدت و غیر بالینی نشان داد که دوزی از استامینوفن می‌تواند جنبه‌هایی از احساس فرد نسبت به بحران وجودی خود را کاهش دهد.

## زمینه‌های فرهنگی
سورن کی‌یرکگور در قرن نوزدهم عنوان کرد که انگست angst یا بحران وجودی زمانی پدیدار می‌شود که جهان‌بینی به عاریت گرفته شده‌ای نتواند تجربیات خاصی از زندگی شخص را توضیح دهد. فریدریش نیچه این مفهوم را گسترش داد و عنوان کرد مرگ خداوند، همان از دست دادن باور جمعی به اخلاقیات دینی و سنتی، باعث شایع‌تر شدن بحران وجودی برای اشخاص آگاه از نظر فلسفی شده‌است.